# لیودمیلا استاریتسکا-چرنیاکیوسکا
لیودمیلا استاریتسکا-چرنیاکیوسکا (انگلیسی: Liudmyla Starytska-Cherniakhivska; ۲۹ اوت ۱۸۶۸ – ۱ ژانویهٔ ۱۹۴۱) منتقد ادبی اهل اوکراین بود.